# Директор экономии
Директор экономии (в оригинале «директор экономіи» или «экономіи директоръ»), директор домоводства
 — должность в Российской империи, аналогичная экономисту.

## Казённая палата
В качестве чиновника казённой палаты должность была введена согласно «Учреждениям для управления губерний Всероссийской империи» 7 ноября 1775 года. Директор экономии входил в присутствия казённой палаты и должен был заменять возглавлявшего её вице-губернатора, когда тот занимал место губернатора.
Чин директора экономии относился к шестому классу.
Сохранились свидетельства о жалобах как 1785 года со стороны этой должности — на неправомерность приказов, отданных старостой «по недоумению его», которые «вместо разрешения тяжб вселяют в крестьян замешательство и раздоры», что может привести к опасным последствиям, — так и 1894 года на нее — «о взыскании с… директора экономии… 2195 рублей».
Также неоднократно упоминается в издании русского исторического общества 1877 года.
В 1801 году зарплата на этой должности с пометкой «VI» составляла 1500 рублей, — что было немногим менее зарплаты вице-губернатора размером 1875 рублей, — а секретаря его — наравне с иными секретарями — 450 рублей.

## Ратгауз
В 1798—1802 существовала должность директора экономии — руководителя департамента в городском управлении (ратгаузе). Должность была введена в Санкт-Петербурге уставом от 12 сентября 1798 года, в Москве 17 января 1799 года, в других губернских городах по Уставу губернского города правления от 15 февраля 1801 года.
Директор экономии утверждался императором или Сенатом. Должность была упразднена Александром Iвместе с ратгаузами